# Louis Maspero
Pour les articles homonymes, voir Maspero.
Louis Maspero, né le 9 janvier 1959, est un écrivain français. C'est le fils de François Maspero, libraire, éditeur, écrivain et traducteur, le petit-fils du sinologue Henri Maspero, et l'arrière-petit-fils de l'égyptologue Gaston Maspero.
Il a obtenu en 1999 le Prix Alain-Fournier pour son roman Une île au bord du désert publié en janvier de la même année aux éditions de l'Aube.
Il a publié aux mêmes éditions de l'Aube Une vie d'Antonia en 1999.